# Mark LoMonaco
Mark LoMonaco (Queens, 14 juli 1971), beter bekend als Bubba Ray Dudley en Bully Ray, is een Amerikaans professioneel worstelaar die sinds 2022 actief is in Total Nonstop Action Wrestling (TNA). LoMonaco staat bekend met D-Von Dudley als The Dudley Boyz. Samen waren ze voornamelijk actief in Extreme Championship Wrestling (ECW) en de World Wrestling Entertainment (WWE). Ze worden beschouwd als een van de belangrijkste teams die het tagteamworstelen nieuw leven hebben ingeblazen tijdens de Attitude Era, een bloeiende periode in de WWE. Tevens staat LoMonaco met D-Von onder een "Legends contract" bij WWE.
LoMonaco debuteerde in 1991. In ECW vormde hij een team met D-Von Dudley genaamd The Dudley Boyz. Ze bekwamen een 8-voudig ECW World Tag Team Champion. Vanaf 1999 kwamen ze uit voor de World Wrestling Federation (WWF, nu WWE). Ook daar werd er groot succes geboekt voor het team. Ze bewkamen 8-voudig World Tag Team Champions, een voormalige WWE Tag Team Champions en WCW World Tag Team Champions. Hij verliet TNA in 2015 en The Dudley Boyz keerden voor twee jaar terug naar WWE, voordat ze uitkwamen voor Ring of Honor (ROH) tot 2020.
In 2014 werden de opgenomen in de TNA Hall of Fame in 2018 in de WWE Hall Of Fame. De Dudley Boyz worden gezien als een van de meest productieve tag teams in de geschiedenis van het professioneel worstelen, met 23 tagteamwereldkampioenschappen tussen ECW, WWE, Impact en NJPW.

## In het worstelen
- Finishers
  - Bubba Bomb
  - Release powerbomb

- Signature moves
  - Bionic elbow
  - Overhead belly to belly suplex
  - Piledriver
  - Release German suplex
  - Samoan drop
  - Senton splash
  - Side slam
  - Sidewalk slam

- Managers
  - Sign Guy Dudley
  - Joel Gertner
  - Jenna Jameson
  - Paul Heyman
  - Trish Stratus
  - Stacy Keibler
  - Spike Dudley

## Prestaties
- All Japan Pro Wrestling
  - World's Strongest Tag Determination League (2005) – met Brother Devon
- The Baltimore Sun
  - Tag Team of the Year (2007) – met Brother Devon
- Cauliflower Alley Club
  - Other honoree (1997) – met Brother Devon
- Destiny Wrestling Organization
  - DWO Heavyweight Championship (1 keer)
- Extreme Championship Wrestling
  - ECW World Tag Team Championship (8 keer) – met D-Von Dudley
- Hustle
  - Hustle Super Tag Team Championship (1 keer) – met Brother Devon
- New Japan Pro-Wrestling
  - IWGP Tag Team Championship (2 keer) – met Brother Devon
- Pennsylvania Premier Wrestling
  - PPW Heavyweight Championship (1 keer)
- Pro Wrestling Illustrated
  - Match of the Year (2000) met D-Von Dudley vs. Edge & Christian en The Hardy Boyz in een  Triangle Ladder wedstrijd bij WrestleMania 2000
  - Match of the Year (2001) met D-Von Dudley vs. Edge & Christian and The Hardy Boyz in een Tables, Ladders, and Chairs match bij WrestleMania X-Seven
  - Tag Team of the Year (2001, 2009) – met D-Von Dudley
  - Tag Team of the Decade (2000–2009) - met D-Von Dudley
  - Gerangschikt op #4 van de top 500 worstelaars in de PWI 500 in 2013
  - Gerangschikt op #354 van de top 500 met in de "PWI Years" in 2003
- Ring of Honor
  - ROH World Six-Man Tag Team Championship (1 keer) – met Jay Briscoe en Mark Briscoe
- Squared Circle Wrestling
  - 2CW Tag Team Championship (1 keer) – met Brother Devon
- Total Nonstop Action Wrestling/Impact Wrestling
  - TNA World Heavyweight Championship (2 keer)
  - TNA World Tag Team Championship (2 keer) – met Brother Devon
  - NWA World Tag Team Championship (1 keer) – met Brother Devon
  - Tag Team Tournament (2013) – with Brother Devon
  - TNA World Cup of Wrestling (2014) – met Eric Young, Gunner, Eddie Edwards en ODB
  - Call Your Shot Gauntlet (2022)
  - TNA Hall of Fame (2014) – als Team 3D
- WWE
  - WWF/E Hardcore Championship (8 keer)
  - WWF/World Tag Team Championship (8 keer) – met D-Von Dudley
  - WWE Tag Team Championship (1 keer) – met D-Von Dudley
  - WCW Tag Team Championship (1 keer) – met D-Von Dudley
  - WWE Hall of Fame (Class of 2018) als The Dudley Boyz
- Wrestling Observer Newsletter
  - Worst Gimmick (2013) Aces & Eights